# 圣公会显圣容堂 (曼哈顿)
显圣容堂（英語：Church of the Transfiguration），又名街角小教堂（Little Church Around the Corner），是一座美國圣公会教堂，位于纽约市曼哈顿东29街1号，介于麦迪逊大道和第五大道之间。堂会成立于1848年，最初设于东29街48号的民宅中，直到1849年这座教堂献堂。
该教堂为早期英国新哥特式风格；建筑师尚未确定。它位于花园后面，是英格兰乡村教堂的翻版，长期以来是纽约信徒的一个绿洲：在花园里放松，在小教堂祈祷，或平日在大堂享受免费音乐会。多年来建筑群逐渐增加，因而有时也被称为“圣黄瓜藤”。
1967年，该教堂被列为纽约市地标，1973年被列入国家史迹名录。